# وينفيلد سكوت

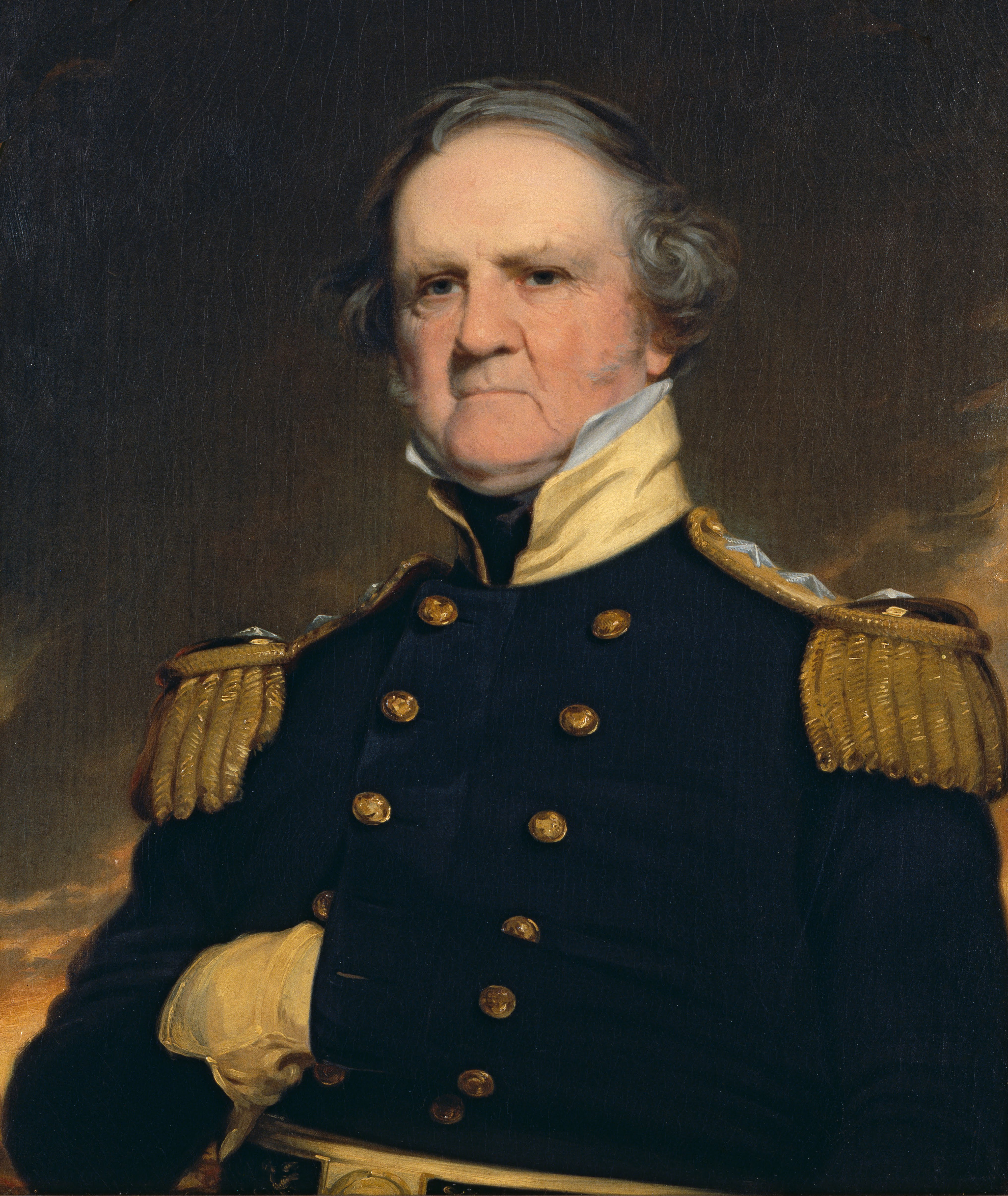
وينفيلد سكوت

وينفيلد سكوت (بالإنجليزية: Winfield Scott) (1786 – 1866)، هو جنرال أمريكي، كان قد ولد قرب بيترزبرغ، فرجينيا، في 13 يونيو 1786. وفي عام 1805 دخل كلية وليام وماري، حيث درس القانون، وواصل دراساته في مكتب ديفد روبرتسون للقانون في بيترزبرغ. وفي عام 1807 انتقل إلى تشارلستون، كارولينا الجنوبية، ولكن عندما بدا أن الحرب مع إنجلترا أصبحت وشيكة توجه إلى واشنطن وعرض خدماته.

## الحرب مع بريطانيا
في عام 1808 تم تعيينه كقائد مدفعية، وجند مجموعة في ريتشموند وبيترزبرغ، وأمر أن يتوجه إلى نيو أورلينز. وأدى انتقاده للضابط الأعلى منه رتبة، وهو الجنرال جيمس ويلكنسون، إلى إيقافه عن الخدمة لمدة سنة، لكن الحكم تحول لثلاثة شهور في النهاية. وفي يوليو 1812، أرسل كمقدم مدفعية إلى حدود نهر نياغرا وقاتل في كوينزتون حيث أخذ سجينا. وأرجع في تبادل للأسرى في يناير 1813، أصبح عقيدا في شهر مارس التالي، في مارس 1814 رقي لرتبة عميد، وفي يوليو تلقى ترقية فخرية لرتبة لواء. وفي معارك أوجيبوا (5 يوليو 1814) ولانديز لين (25 يوليو) كان له فيها دور واضح، وقد جرح مرتين في الاشتباك الأخير. لخدماته أتى إلى الكونغرس وقدمت له ميدالية ذهبية وسيف من ولاية فرجينيا.

## مهامه الحربية
من بين المهام الصعبة التي دعي ليؤديها بين أعوام 1815 و1861، وللعشرين سنة الأخيرة من هذه الفترة التي قضاها قائدا عاما للجيش الأمريكي، كانت: حملة إلى الغرب الأوسط في عام 1832، بعد نهاية حرب بلاك هوك، حيث فاوض في معاهدات سلام مع قبائل ساوك، فوكس، وينيباجو، سيو، مينوميني؛ ورحلة إلى تشارلستون في نفس السنة لمراقبة تقدم حركة الإبطال، ولتقوية حاميات الحصون في الميناء؛ وقام بحملة في عام 1836 ضد هنود سيمينول في فلوريدا بقيادة أوسيولا؛ والإشراف على إبعاد هنود تشيروكي عام 1838 من جورجيا وكارولاينا الشمالية وألاباما وتينيسي إلى المحميات التي وضعت لهم بالمعاهدات غرب نهر ميسيسيبي؛ وقام بزيارة إلى نهر نياغرا في خريف وشتاء العام 1838 لوضع حد لأعمال المتمردين الكنديين في انتهاك الحياد الأمريكي؛ ومهمة مماثلة إلى مين في 1839 لإعادة الهدوء بين مواطني مين ونيو برونسويك، الذي كانوا يعارضون امتلاك مناطق الأرض على طول نهر أرونستوك؛ ورحلة إلى المنطقة الشمالية الغربية في عام 1859 لتسوية نزاع بين الضباط الأمريكان والبريطانيين بما يتعلقون بالاحتلال المشترك لجزيرة سان خوان في ممر بوجيت.

## الحرب الأمريكية المكسيكية
إنجازه الأعظم كان الحملة المكسيكية في عام 1847. وكضابط أعلى للجيش، وضع على قيادة الحملة الغازية، وبعد أن أسر فيراكروز (19 – 25 مارس 1847)، وبعد انتصاراته في سيرو غوردو (18 أبريل)، ومعارك كونتريراس وتشوبوروسكو (19 – 25 أغسطس)، مولينو ديل ري (8 سبتمبر)، وتشابولتيبيك (13 سبتمبر)، توج حملته بأسر العاصمة المكسيكية في 14 سبتمبر. في مارس 1848 استلم إعراب شكر من الكونغرس، الذي منحه ميدالية ذهبية سَكّت له تقديرا لخدماته.

## الترشح للرئاسة
توتت لسكوت فرصة ممتازة ليتقدم في السياسة؛ وتم اقتراح ترشيحه للرئاسة من قبل حزب الويغز في 1839 وفي 1848، وفي 1852 استلم الترشيح؛ لكن ترشيحه كان مآله الفشل. وكان الويغز منقسمين في مسألة العبودية، ولم يقدم دعما حماسيا لبرنامج مساوماتهم؛ وأرسل سكوت عدة خطابات ارتجالية والتي أساءت له. وتلقى الأصوات الانتخابية لأربع ولايات فقط، هي كنتاكي وفرجينيا وماساتشوستس وفيرمونت. هذه الهزيمة لم تفقده أيا من الاحترام الذي اكتسبه، وفي عام 1852 تم ترقيته فخريا لرتبة فريق.

## سنواته الأخيرة
بين مراتب الشرف الآخرى التي منحت له كانت درجة الماجستير في الآداب من جامعة برينستون في عام 1814، ودرجة دكتوراه في القانون من جامعة كولومبيا في 1850 ومن جامعة هارفارد في 1861. وعند اندلاع الحرب الأهلية، بقى في مركز رئيس الجيوش الأمريكية ووجه العمليات من واشنطن حتى نوفمبر 1861، رغم أنه كان من فرجينيا. ثم زار أوروبا لفترة قصيرة، وبعد عودته كتب مذكراته، التي نشرت في عام 1864. ومات في ويست بوينت، نيويورك، في 29 مايو 1866.

## قراءات أخرى
- مذكرات الفريق سكوت، Memoirs of Lieutenant-General Scott (من مجلدين، نيويورك، 1864)
- حملة الجنرال سكوت في وادي المكسيك The Campaign of General Scott in the Valley of Mexico بقلم رافائيل سيمز (سينسيناتي، الإصدار الثالث، 1852).
- حياة الجنرال سكوت وخدمته العسكرية بقلم Life and Military Services of General Scott إدوارد ديرينغ مانسفيلد (نيويورك، 1862)
- الجنرال سكوت General Scott بقلم ماركوس جوزف رايت (نيويورك، 1894)، في سلسلة «قادة عظماء».